# 第54軍 (日本軍)
第54軍（だいごじゅうよんぐん）は、大日本帝国陸軍の軍の一つ。

## 沿革
大東亜戦争（太平洋戦争・第二次世界大戦）末期の1945年（昭和20年）に入ると、帝国陸海軍は南方の占領地を次々と失い、固有の領土にも戦火が及ぶなど劣勢に立たされた。即ち1月にフィリピンルソン島に、2月に硫黄島に、4月には沖縄に連合国軍が上陸。連合国軍による日本本土への攻撃も空爆一辺倒から転換、陸上での白兵戦が始まる可能性がすぐそこまで迫っていた（本土決戦。日本陸軍省コードネーム決号作戦、米軍コードネームオリンピック作戦）。
本軍団は、第三次兵備を受け1945年（昭和20年）6月19日に編成完結、第13方面軍隷下の戦闘序列に編入された。
本軍団の本営は、愛知県南設楽郡新城町（現・新城市）に在って、本土決戦に突入した場合、米陸軍を中心とする連合国軍の東海地方上陸作戦で適地になると予想された静岡県中部・西部と愛知県の太平洋沿岸の守りに備えていた。

ところが同年8月15日、第42代内閣総理大臣鈴木貫太郎がポツダム宣言を受諾して帝国陸海軍は降伏。これを受けて連合軍の本州上陸は無くなり、本軍団は当地で武装解除させられ、当初の設立目的だった本土決戦で活躍することなく、その任務を終えた。

## 軍概要

### 司令官
- 小林信男中将（陸士22期）：1945年（昭和20年）6月15日 - 終戦

### 参謀長
- 花本盛彦少将（陸士34期）：1945年（昭和20年）6月15日 - 終戦

### 最終司令部構成
- 司令官：小林信男中将
- 参謀長：花本盛彦少将
- 高級参謀：小山公利大佐
- 高級副官：宮生貫一中佐

### 最終所属部隊
- 第143師団
- 第224師団（編成中終戦）
- 第355師団（編成中終戦）
- 独立混成第97旅団：根岸四少将[1]
- 独立混成第119旅団：伊東説少将[2]
- 独立混成第120旅団
- 第3砲兵司令部：岩田英二少将　 
  - 野戦重砲兵第53連隊：菅野良大佐
  - 独立重砲兵第37大隊　
  - 独立野砲兵第54大隊 　 　 　
  - 独立野砲兵第34大隊 　 　 　 　 　 　
  - 迫撃砲第13大隊：広田武男少佐 　 　
  - 迫撃砲第14大隊：野村寅次少佐

其他直轄部隊
- 独立工兵第105大隊
- 独立工兵第106大隊
- 独立工兵第107大隊
- 電信第48連隊：斎藤繁弥少佐